# ينترة (نهر)
اليَنتَرَة (بالبلغارية: Янтра)‏ هو نهر في شمال بلغاريا وهو رافد أيمن لنهر الدانوب. يطول 285 كـم (177 ميل) (ثالث أطول الروافد البلغارية لنهر الدانوب بعد إسكر وأسام) وله مستجمع مائي يبلغ سطحه 7,862 كـم2 (3,036 ميل2).